# 二羟丙茶碱
二羟丙茶碱也称喘定、甘油茶碱，是黄嘌呤药物的一种衍生物，与氨茶碱相似，具有扩张支气管和冠状动脉的作用，也有强心和利尿的作用，但作用没有氨茶碱强。主要用于治疗支气管哮喘、喘息性支气管炎、肺水肿、心源性水肿、心绞痛等。其作用是担当腺苷受体拮抗剂和磷酸二酯酶抑制剂。可能引起恶心、呕吐、头痛、心悸等不良反应。